# Schiffssetzung von Össlöv

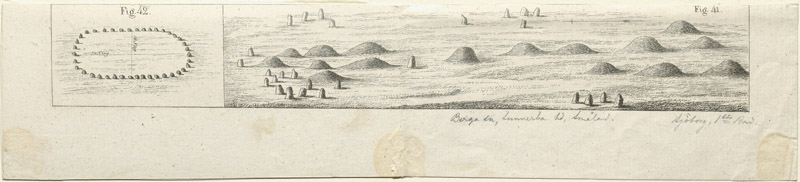
Schiffssetzung von Össlöv (1822)

Die Schiffssetzung von Össlöv (RAÄ-Nr. Berga 152:1) nördlich von Ljungby in Kronobergs län ist die größte Schiffssetzung in Småland in Schweden. Sie ist etwa 42,0 Meter lang und 13,0 Meter breit und besteht aus 29 Steinen, ursprünglich waren es mehr. Das Schiff ist Nord-Süd orientiert und der Nordsteven ist mit einem Meter der höchste Stein.
Das Steinschiff liegt im Ackerland, etwa fünf Kilometer nördlich von Ljungby zwischen der E 4 und dem Weiler Össlöv. Etwa 100 m östlich der Schiffssetzung liegen zwei Gräberfelder mit Grabhügeln und Bautasteinen. In den 1940er Jahren wurde auf einem Gräberfeld eine Brandschicht an einem Bautastein untersucht. Außer Leichenbrand wurden eine verbrannte Perle und ein Klappmesser gefunden. Es ist wahrscheinlich das älteste in Schweden und wird im Staatlichen historischen Museum in Stockholm aufbewahrt.